# Panda (antivirus)
Panda è un programma antivirus sviluppato da Panda Security. Esso, come quasi tutti gli altri antivirus, si prefigge di assicurare una efficace protezione al proprio PC mediante frequenti aggiornamenti on-line. Esistono differenti versioni di questo software, a seconda della sua dotazione e del numero di licenze d'uso concesse; Il software Panda include al suo interno vari programmi, fra cui un firewall. Molto spesso i software Panda sono a versione di prova per 30 giorni. Vi sono versioni freeware.
Svolge tutte le funzioni "on the cloud". Anche senza connessione a Internet, l'antivirus continua a funzionare grazie alla cache locale installata. Non appesantisce il sistema e non servono aggiornamenti da installare, infatti il programma è autonomo.